# Denise Herrmann-Wick
Denise Herrmann-Wick (nacida Denise Herrmann, Schlema, 20 de diciembre de 1988) es una deportista alemana que compite en esquí de fondo y biatlón.
Participó en tres Juegos Olímpicos de Invierno, en Sochi 2014 compitió en esquí de fondo y obtuvo una medalla de bronce en la prueba de relevo (junto con Nicole Fessel, Stefanie Böhler y Claudia Nystad); después cambió al biatlón y obtuvo dos medallas en Pekín 2022, oro en la prueba individual y bronce en el relevo, y el octavo lugar en Pyeongchang 2018, en la prueba de relevo.
Ganó nueve medallas en el Campeonato Mundial de Biatlón entre los años 2019 y 2023.

## Palmarés internacional
| Juegos Olímpicos | Juegos Olímpicos | Juegos Olímpicos  | Juegos Olímpicos |
| Año              | Lugar            | Medalla           | Prueba           |
| ---------------- | ---------------- | ----------------- | ---------------- |
| 2014             | Sochi (Rusia)    | Medalla de bronce | Relevo 4 × 5 km  |

| Juegos Olímpicos   | Juegos Olímpicos     | Juegos Olímpicos  | Juegos Olímpicos |
| Año                | Lugar                | Medalla           | Prueba           |
| ------------------ | -------------------- | ----------------- | ---------------- |
| 2022               | Pekín (China)        | Medalla de oro    | Individual       |
| 2022               | Pekín (China)        | Medalla de bronce | Relevo           |
| Campeonato Mundial |                      |                   |                  |
| Año                | Lugar                | Medalla           | Prueba           |
| 2019               | Östersund (Suecia)   | Medalla de oro    | Persecución      |
| 2019               | Östersund (Suecia)   | Medalla de plata  | Relevo mixto     |
| 2019               | Östersund (Suecia)   | Medalla de bronce | Salida en grupo  |
| 2020               | Anterselva (Italia)  | Medalla de plata  | Persecución      |
| 2020               | Anterselva (Italia)  | Medalla de plata  | Relevo           |
| 2021               | Pokljuka (Eslovenia) | Medalla de plata  | Relevo           |
| 2023               | Oberhof (Alemania)   | Medalla de oro    | Velocidad        |
| 2023               | Oberhof (Alemania)   | Medalla de plata  | Persecución      |
| 2023               | Oberhof (Alemania)   | Medalla de plata  | Relevo           |